# Пулпулак

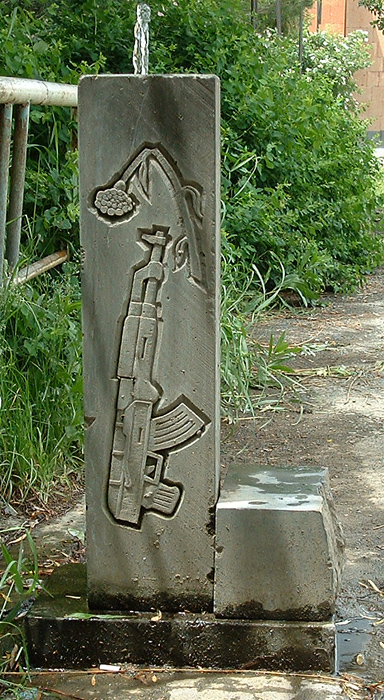
Пулпулак в пам'ять про загиблих в Карабаській війні у місті Вайк

Пулпулак (вірм. Պուլպուլակ), також Цайтагхбюр  (вірм. Ցայտաղբյուր) — тип меморіального кам'яного джерела води, поширений у Вірменії та Нагірному Карабасі.
Пулпулаки, споконвіку втілювали невичерпні сили і життєстійкість вірменського народу.

## Етимологія
Назва «Пулпулак» походить від звуку дзюрчання води — «пул-пул», коли вона вихлюпується з шийки, а також від слова «ак» (вірм. Ակ), що вірменською мовою означає «джерело».

## Опис
Пулпулак — своєрідна невеличка кам'яна споруда приблизно з метр у висоту, з якої б'є чиста, в більшості, гірська вода. Зводяться пулпулаки в пам'ять про своїх близьких, і тамуючи спрагу з пулпулака, перехожий благословляє того, на згадку про кого побудоване джерело.
Є також пулпулакі, з'єднані з хачкарами.

## Цікаві факти
- В Єревані на Площі Республіки стоїть пулпулак «7 джерел» (як каже вірменська народна мудрість, «народ черпає силу з семи джерел»). Автором цього пулпулака, побудованого в 1965 р., є Спартак Кндехцян. Колишні питні наконечники фонтанчика «7 джерел», зроблено у формі кріпосної вежі, були викрадені в 1990-і роки; нові виготовлені за проектом дизайнера-ювеліра Нура[1].